# HD 43023
HD 43023，又名BD-03 1345，SAO 132994、HR 2218，是一颗恒星，视星等为5.83，位于銀經211.99，銀緯-10.05，其B1900.0坐标为赤經6h 8m 55.7s，赤緯-3° -10.05′ 51″。